# Kyegundo
Kyegundo, även känd som Gyêgu eller Jiegu, är en köping i Yushu-prefekturen i Qinghai-provinsen i Folkrepubliken Kina. Kyegundo är huvudort i prefekturen, det vill säga det kulturella, politiska och administrativa centret. Belägen i den norra delen av det tibetanska regionen Kham har orten länge varit en viktig handelsplats och transportknutpunkt på vägen till det centrala Tibet.
Staden har en yta på 807,7 km² och befolkning som ligger på mellan 40.000 och 60.000. I staden finns ett berömt kloster, Jyegu Döndrub Ling (skye rgu’i don ‘grub gling), som grundades på 1300-talet. 1937 avled den nionde Panchen Lama i staden, han hade då varit i landsflykt från centrala Tibet sedan 1924.
Den 14 april 2010 kl. 7.47 lokal tid inträffade en jordbävning med magnituden 7,1 i utanför staden, vilket drabbade staden hårt.